# Hot Right Now
Singles de DJ Fresh
Louder
(2011) The Power
(2012)
Singles par Rita Ora
Where's Your Love
(2008) How We Do (Party)
(2012)
Hot Right Now est une chanson du DJ britannique DJ Fresh sortie le 12 février 2012 en collaboration avec la chanteuse Rita Ora. 2e single extrait de son 3e album studio.

## Formats et liste des pistes
| 1. | Hot Right Now (Radio Edit)           | 3:02 |
| 2. | Hot Right Now (Extended Mix)         | 3:40 |
| 3. | Hot Right Now (Camo & Krooked Remix) | 4:34 |
| 4. | Hot Right Now (Zed Bias Remix)       | 5:16 |
| 5. | Hot Right Now (Zomboy Remix)         | 4:57 |
| 6. | Hot Right Now (Kamuki Remix)         | 4:26 |

| 1. | Hot Right Now (Extended Mix) | 3:40 |
| 2. | Hot Right Now (Zomboy Remix) | 4:57 |

| 1. | Hot Right Now (Camo & Krooked Remix) | 4:34 |
| 2. | Hot Right Now (Zed Bias Dub Mix)     | 4:46 |

| 1. | Hot Right Now (Redroche Remix)   | 6:02 |
| 2. | Hot Right Now (Zed Bias Dub Mix) | 4:46 |

## Classements hebdomadaires
| Classement (2012)                      | Meilleure position |
| -------------------------------------- | ------------------ |
| Allemagne (Media Control AG)           | 28                 |
| Australie (ARIA)                       | 46                 |
| Autriche (Ö3 Austria Top 40)           | 24                 |
| Belgique (Flandre Ultratop 50 Singles) | 11                 |
| Belgique (Wallonie Ultratip 50)        | 33                 |
| Irlande (IRMA)                         | 17                 |
| Pays-Bas (Single Top 100)              | 22                 |
| Roumanie (Romanian Top 100)            | 16                 |
| Suisse (Schweizer Hitparade)           | 39                 |
| Royaume-Uni (UK Singles Chart)         | 1                  |

## Historique de sortie
| Pays        | Date            | Format                 | Label             |
| ----------- | --------------- | ---------------------- | ----------------- |
| Royaume-Uni | 12 février 2012 | Téléchargement digital | Ministry of Sound |
| Allemagne   | 22 juin 2012    | CD single              | Columbia Records  |